# Naszierender Stoff
Naszierend oder nascierend (vom lateinischen Deponens nasci ‚zur Welt kommen, geboren werden‘) bezeichnet in der Chemie einen Stoff im Zustand seiner Entstehung (in statu nascendi) durch eine chemische Reaktion. Sowohl ein chemisches Element als auch eine chemische Verbindung können im Augenblick der Bildung verglichen mit dem nicht naszierenden Stoff signifikante Unterschiede aufweisen, etwa hinsichtlich der Reaktivität.
Ein Beispiel für ein naszierendes chemisches Element ist naszierender Wasserstoff, der bei der Reaktion von Säuren mit unedlen Metallen entsteht. Naszierender Wasserstoff (Hnasc. oder Hnasz.) besitzt ein höheres Reduktionsvermögen als molekularer Wasserstoff (H2). Zum einen liegt er unmittelbar nach seiner Bildung atomar vor, andererseits befindet er sich kurz nach der Bildung noch in einem energetisch angeregten Zustand. Andere Beispiele sind naszierendes Chlor (Clnasc.), das z. B. in Königswasser neben dem gleichfalls sehr reaktiven Nitrosylchlorid (NOCl) entsteht und ein starkes Oxidationsmittel darstellt, oder naszierender Sauerstoff (Onasc.), der z. B. aus der Reaktion von Mangandioxid mit Peroxiden resultiert.
Ein Beispiel für eine naszierende chemische Verbindung ist die bei der Translation durch Ribosomen gebildete Polypeptidkette, die sich im zytosolischen Milieu zur dreidimensionalen Form des nativen Proteins auffalten kann. Dabei können Chaperone auf die naszierende Verbindung Einfluss nehmen und die Faltung zu einer funktionellen Form begünstigen. Doch kann diese auch durch spontane Faltungen erreicht werden, selbst für Komplexe aus mehreren Untereinheiten, wie bei Ribonukleasen. Auch Nukleinsäuren können sich falten, der Einzelstrang einer RNA kann so einsträngig Schlaufen (loops) formieren oder mit doppelsträngiger Formation Stamm-Schleifen (stem-loops) oder Haarnadelstrukturen ausbilden. Bei einer naszierenden mRNA können solche Sekundärstrukturen auch Rückwirkungen auf den soeben ablaufenden Transkriptionsvorgang haben, die Bildung dieser mRNA (siehe Attenuation).